# Captain America: The First Avenger
Captain America: The First Avenger er en amerikansk superheltefilm, med Marvel Comics Captain America fra 2011. Den er instrueret af Joe Johnston.

## Handling
I Captain America møder vi Steve Rogers en mand, som er villig til at ofre livet for sit land i kampen mod nazisterne. Rogers har desværre astma og bliver kasseret, men femte gang Steve Rogers prøver - med falske personoplysninger - lykkes det fordi han kan bruges i et super-soldat-projekt. Projektet bliver ledet af Dr. Abraham Erskine, en tysk forsker, der har udviklet et serum der kan lave om på dine fysiske evner.
Efterfølgende bliver Rogers til superhelten Captain America, som bliver sendt på en mission for at standse den nazistiske organisation HYDRA.

## Medvirkende
- Chris Evans - (Captain America / Steve Rogers)[5][6]
- Hayley Atwell (en) - (Peggy Carter)[7]
- Sebastian Stan (en) - (James Buchanan 'Bucky' Barnes)[8]
- Tommy Lee Jones - (Colonel Chester Phillips)[9]
- Hugo Weaving - (Johann Schmidt / Red Skull)[10][11]
- Dominic Cooper - (Howard Stark)[12]
- Richard Armitage (en) - (Heinz Kruger)[13]
- Stanley Tucci - (Dr. Abraham Erskine)[14]
- Toby Jones - (Dr. Arnim Zola)[15]
- Bruno Ricci - (Jacques Dernier)[16]
- Neal McDonough (en) - (Timothy 'Dum Dum' Dugan)[17]
- Derek Luke (en) - (Gabe Jones)[18]
- Kenneth Choi (en) - (Jim Morita)[19]
- JJ Feild (en) - (James Montgomery Falsworth)[20]
- Samuel L. Jackson - (Nick Fury)[21]
- Stan Lee - (General)